# شيهم آسيا ذو الذيل الشبيه بالفرشاة
شيهم آسيا ذو الذيل الشبيه بالفرشاة (الاسم العلمي: Atherurus macrourus)، نوع من القوارض المنتمية إلى فصيلة شياهم العالم القديم. يوجد في الصين والهند ولاوس وماليزيا وميانمار وتايلاند وفيتنام. المرادفات من هذا النوع هي Atherurus assamensis (توماس، 1921)، وAtherurus macrourus (توماس، 1921)النويعات assamensis.